# 1952 Hesburgh
Az 1952 Hesburgh (ideiglenes jelöléssel 1951 JC) a Naprendszer kisbolygóövében található aszteroida. Indianai Egyetem fedezte fel 1951. május 3-án.